# Vùng tự trị của Bồ Đào Nha
Hai vùng tự trị của Bồ Đào Nha (tiếng Bồ Đào Nha: Regiões Autónomas de Portugal) là Azores (Região Autónoma dos Açores) và Madeira (Região Autónoma da Madeira). Cùng với Bồ Đào Nha lục địa, chúng tạo thành Cộng hòa Bồ Đào Nha.

## Đặc điểm
Các vùng tự trị được thành lập do khác biệt về địa lý, kinh tế, tình hình xã hội và văn hóa của họ, cũng như nguyện vọng tự trị lịch sử của họ. Mặc dù nó là một quyền tự trị chính trị-hành chính hiến pháp Bồ Đào Nha chỉ định kết nối cả khu vực và quốc gia, nghĩa vụ của chính quyền là duy trì các nguyên tắc dân chủ và thúc đẩy lợi ích của khu vực, trong khi vẫn tăng cường đoàn kết dân tộc. Điều khoản thứ ba của điều 255 của Hiến pháp Bồ Đào Nha đặc biệt nhắm tới việc duy trì tính toàn vẹn và chủ quyền quốc gia của quốc gia Bồ Đào Nha.

## Quản trị
Vùng tự trị có quy chế chính trị và hành chính riêng và có chính phủ riêng. Đứng đầu cơ quan hành pháp là Chủ tịch điều hành vùng (Presidente do Governo Regional) được bổ nhiệm bởi những người đại diện nước Cộng hoà theo kết quả của cuộc bầu cử quốc hội. Còn về lập pháp thì có quốc hội vùng, được bầu theo phổ thông đầu phiếu, bằng cách sử dụng phương pháp D'Hondt theo lối đại diện tỷ lệ.
Ban đầu, chủ quyền của nước Cộng hòa Bồ Đào Nha được đại diện trong từng vùng tự trị bởi Bộ trưởng nước Cộng hoà (Ministro da República), được đề cử bởi Chính phủ nước và được Chủ tịch nước bổ nhiệm. Sau cải tổ Hiến pháp Bồ Đào Nha lần thứ sáu được thông qua vào năm 2006, Bộ trưởng nước Cộng hoà đã được thay thế bằng một đại diện ít quyền lực hơn (Representante da República), chỉ được độc quyền chỉ định bởi Tổng thống.